# Riksdagens inkomstgaranti
Riksdagens inkomstgaranti, garanti för riksdagsledamöter för att hjälpa dem komma ut i arbetslivet efter att de avgått eller avsatts från sitt uppdrag. Ersättningen varar i upp till 15 år.

## Kritik
Riksdagens inkomstgaranti uppmärksammades under december 2003 av SVT:s program Uppdrag Granskning. Programmet framhöll att det var en missbrukad förmån vilket exemplifierades med att riksdagsledamoten Stig Bertilsson fått ta del av den, trots att han gjort sig skyldig till grovt bedrägeri och varit tvungen att avgå.[källa behövs] Dessutom kunde programmet visa att några riksdagsledamöter använde förmånen som substitut för arbete — det vill säga i konflikt med de s.k. strukturreformerna som innebar att medborgare inom flera av EU:s länder skulle få minskade bidrag när de är arbetslösa för att förmås och tvingas till arbete oavsett lön.
Talman Björn von Sydow begärde att arvodesnämnden skulle utreda om dessa förmåner även gäller riksdagsledamöter som avsatts på grund av brott, före detta ledamöter utan lön men med stora kapitalintäkter samt ledamöter över 50 år.
En av dem som fortfarande (september 2010) använder sin fallskärm är socialdemokraten Margareta Persson, som lämnade riksdagen 1991. I september 2010 tog hon emot 24.200 kronor i inkomstgaranti.